# Diabrotica balteata
Diabrotica balteata es una especie de insecto coleóptero de la familia Chrysomelidae. Entre sus nombres comunes se cuentanː  tortuguilla de franjas verdes del pepino, mayatito con bandas verdes, catarinita doradilla y gusano alfilerillo.  Fue descrito en 1865 por Leconte.
Mide de 5.0 a 5.3 mm. Los élitros tienen bandas transversas verdes y amarillas, aunque hay gran variedad y a veces el diseño está ausente.
Es una especie casi omnívora y por eso es una seria plaga de una variedad de cultivos. Los adultos se alimentan de las hojas y las larvas, de las raíces, especialmente en plantines nuevos.
Posiblemente se originó en América tropical, pero se ha difundido a otros países.

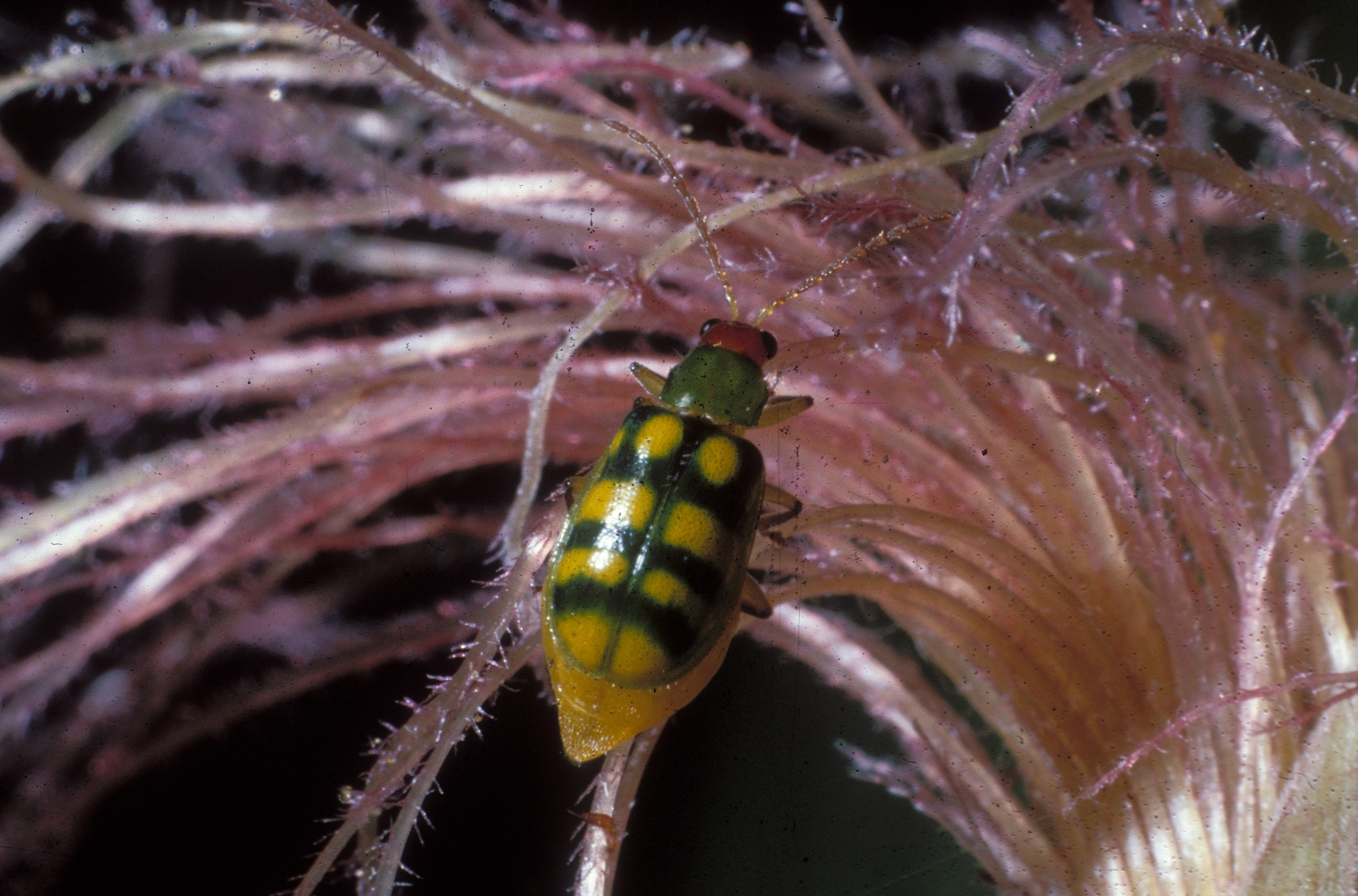
En barbas de maiz